# Stejarul lui Avram Iancu din Blaj

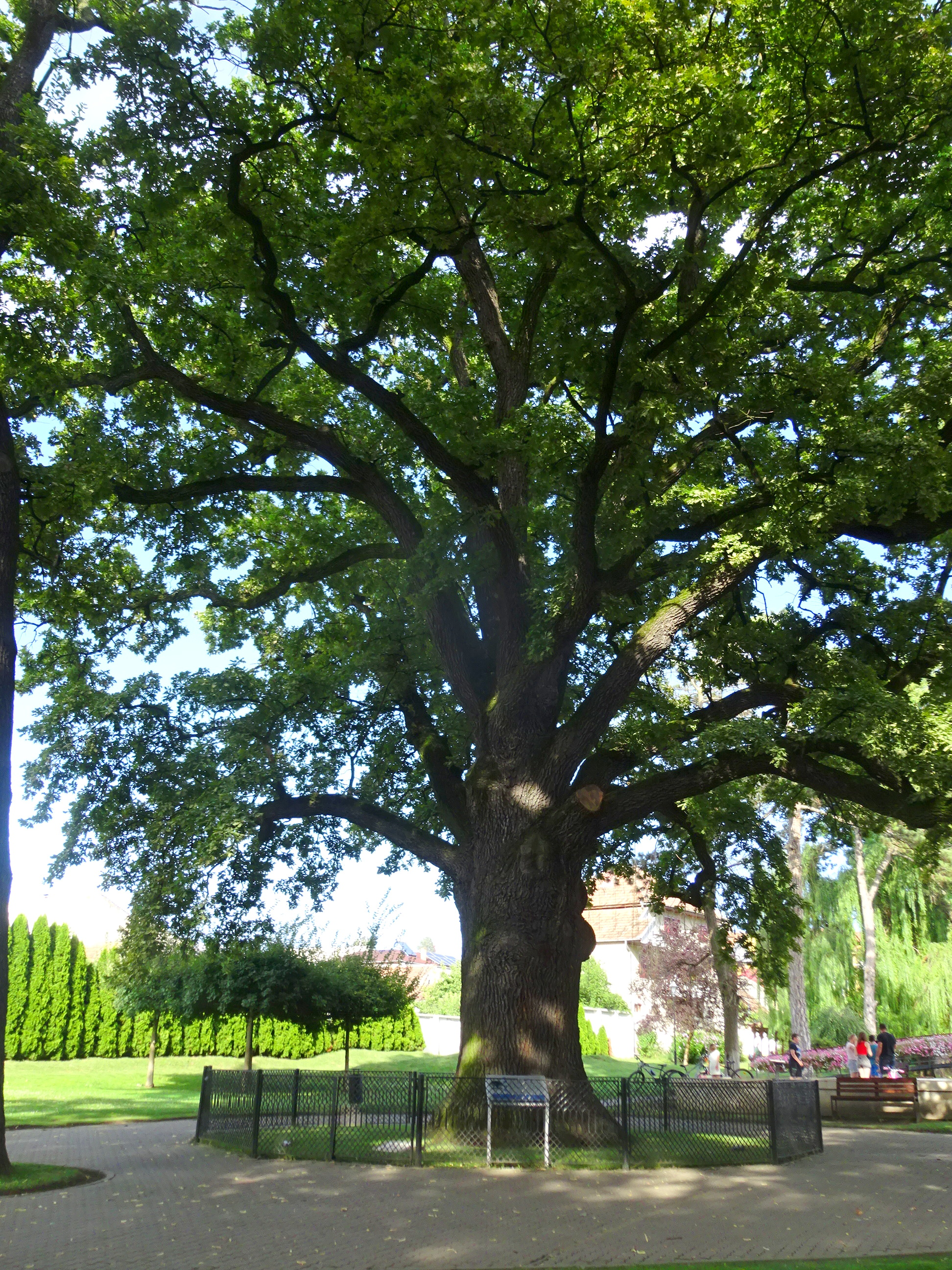
Stejarul lui Avram Iancu din Blaj (august 2023)

Stejarul lui Avram Iancu este cel mai cunoscut monument al naturii din municipiul Blaj, un exemplar de Quercus robur având vârsta estimată la peste 600 de ani.
Bătrânul stejar este adăpostit de fosta grădină a Castelului Mitropolitan din Blaj, în prezent Parcul „Avram Iancu”. Stejarul a primit acest nume după anul 1849. Conform tradiției orale Avram Iancu și prietenul său, episcopul greco-catolic Alexandru Sterca-Șuluțiu, obișnuiau să petreacă zile întregi la umbra acestui stejar, dezbătând gravele probleme cu care se confruntau românii din Transilvania.
Arborele multisecular, cu o circumferință de 6,40 metri, a fost martorul unor evenimente istorice, precum semnarea în apropiere, în ziua de 27 octombrie 1687, a Tratatului de la Blaj, prin care Imperiul Habsburgic obliga 12 orașe transilvane să primească la iernat trupele imperiale. Documentul a marcat practice pierderea independenței Transilvaniei și intrarea sub autoritatea monarhiei austriece. 
Sub coroana bogată a stejarului a definitivat planurile orașului, în primăvara anului 1737, episcopul Ioan Inochentie Micu-Klein.

## Imagini

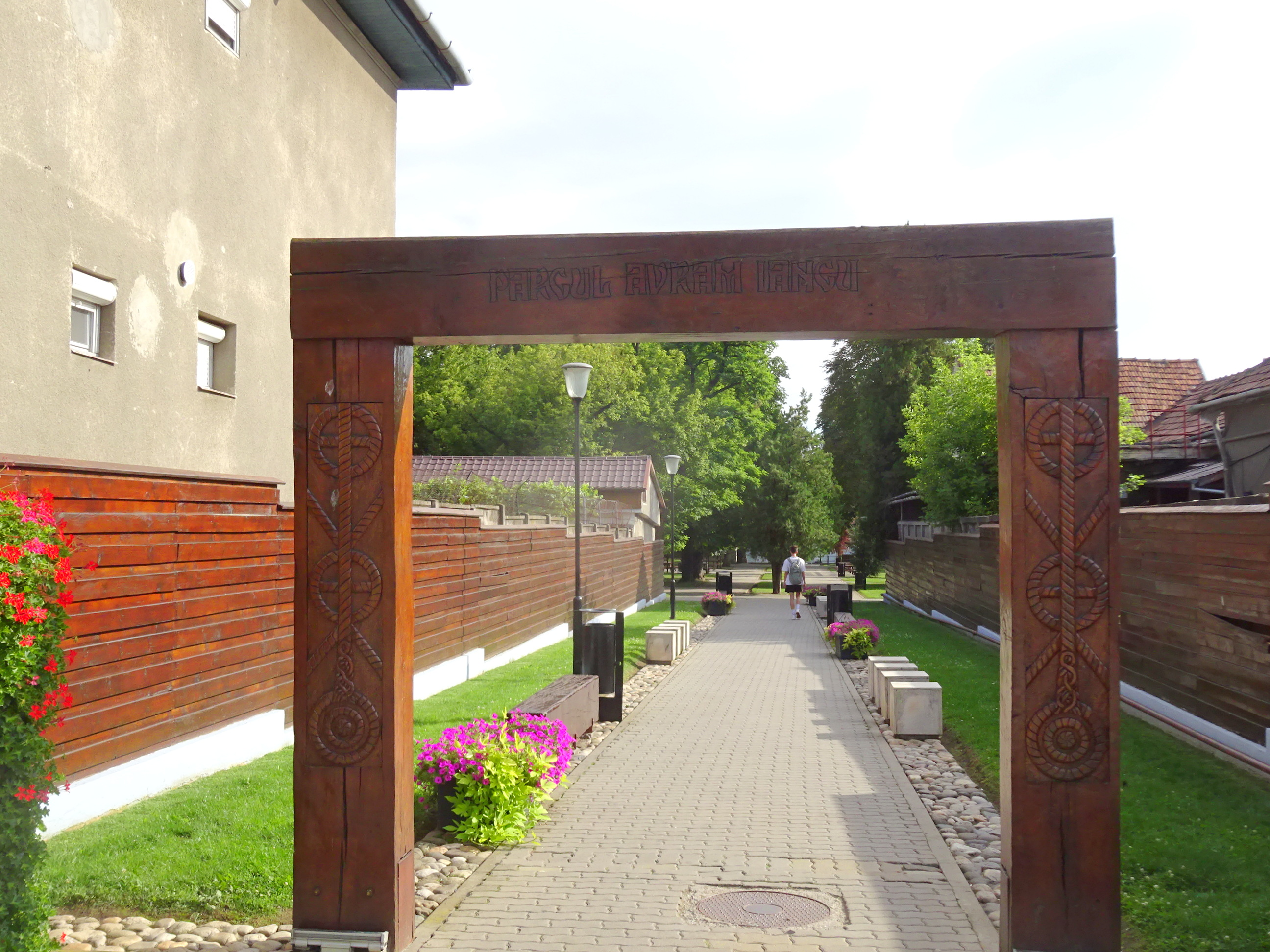
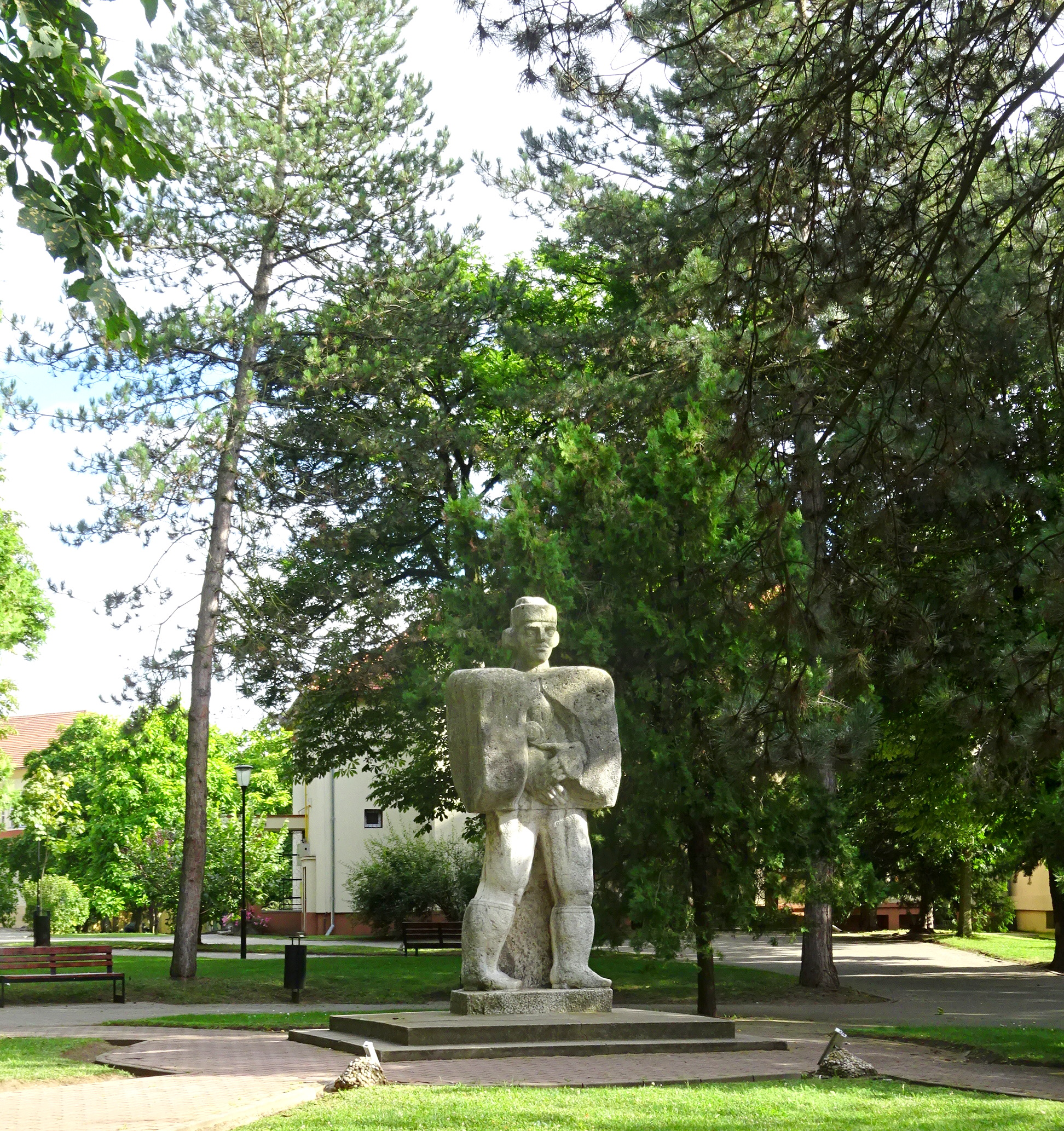
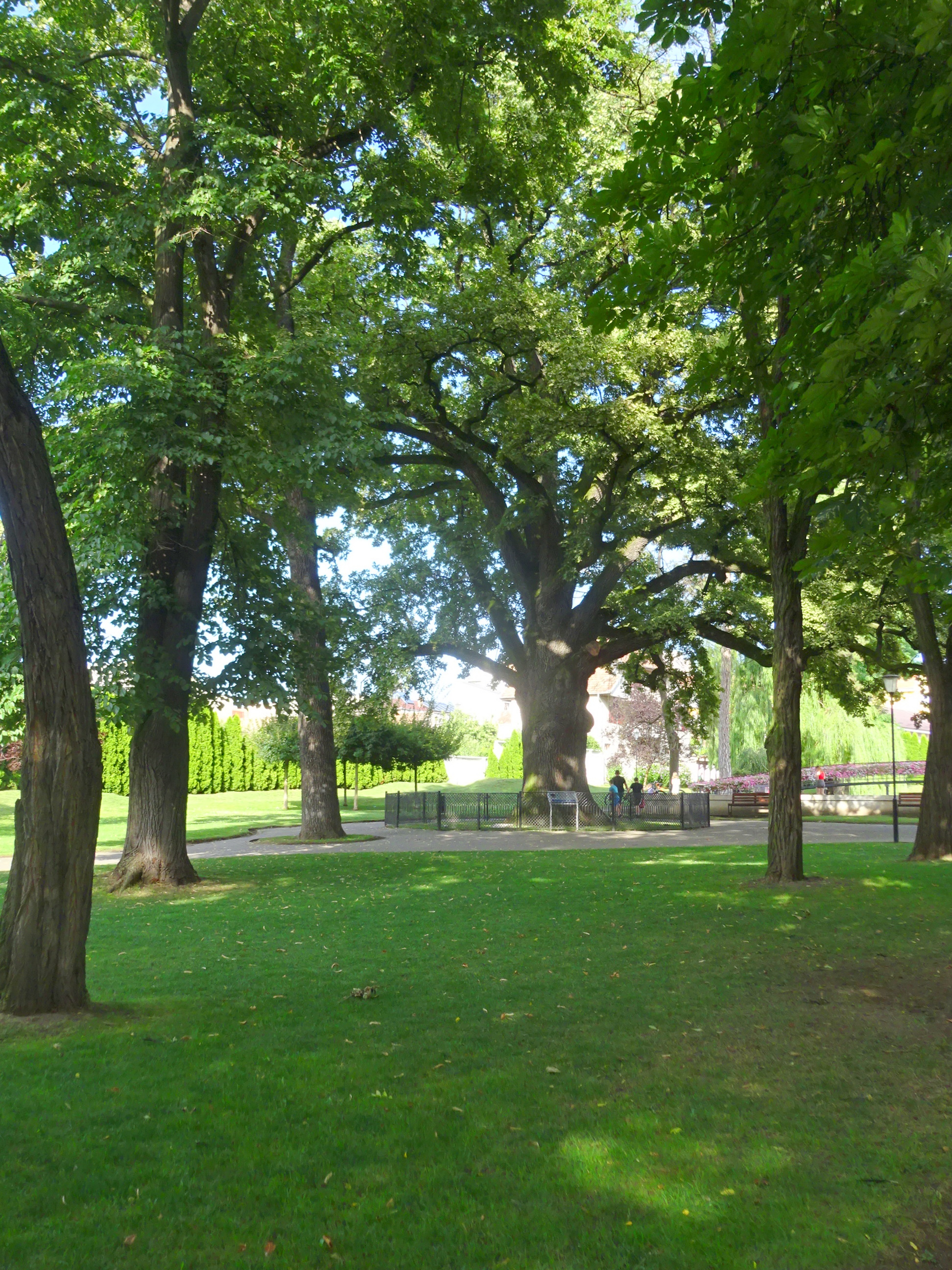
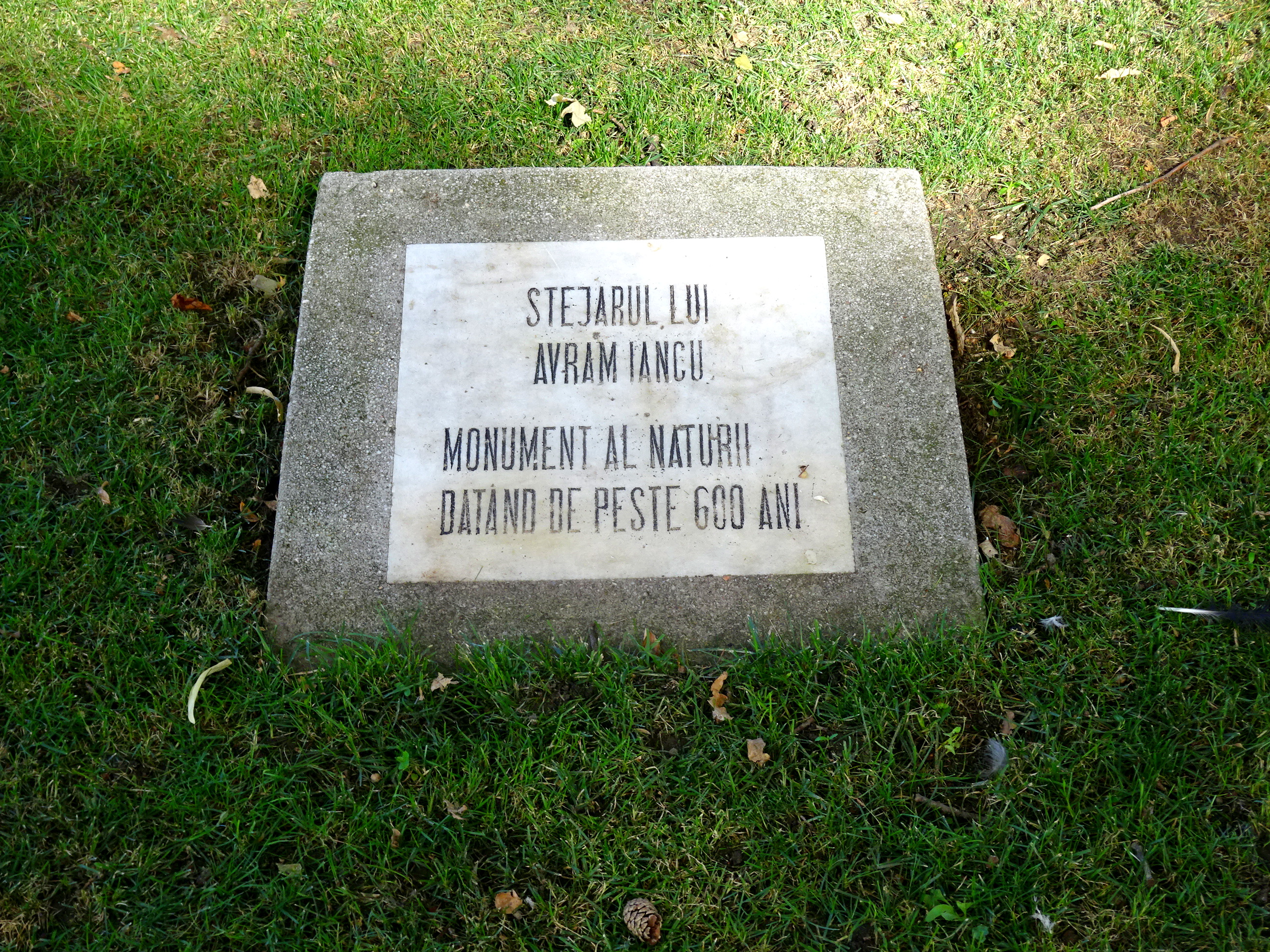
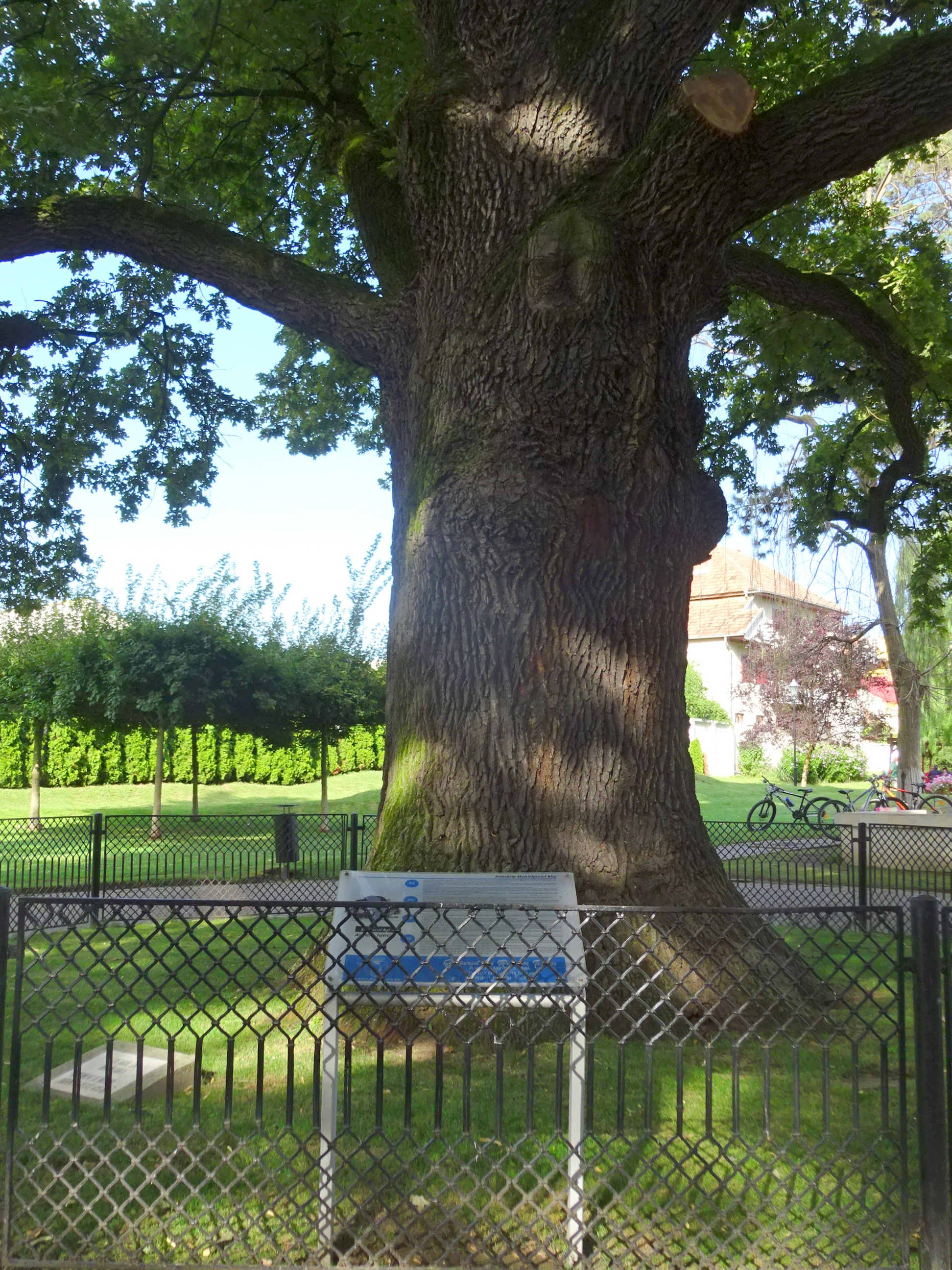
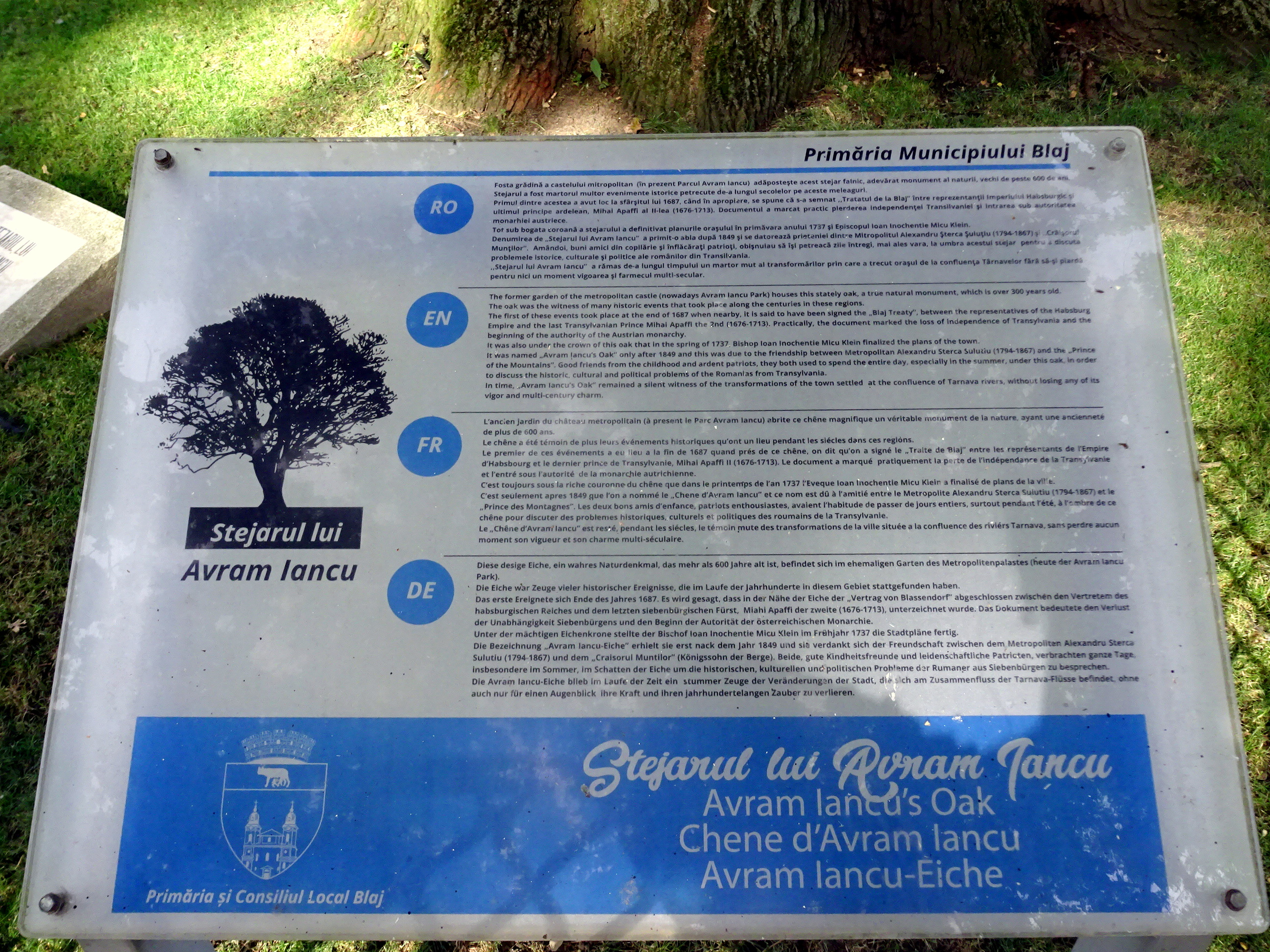
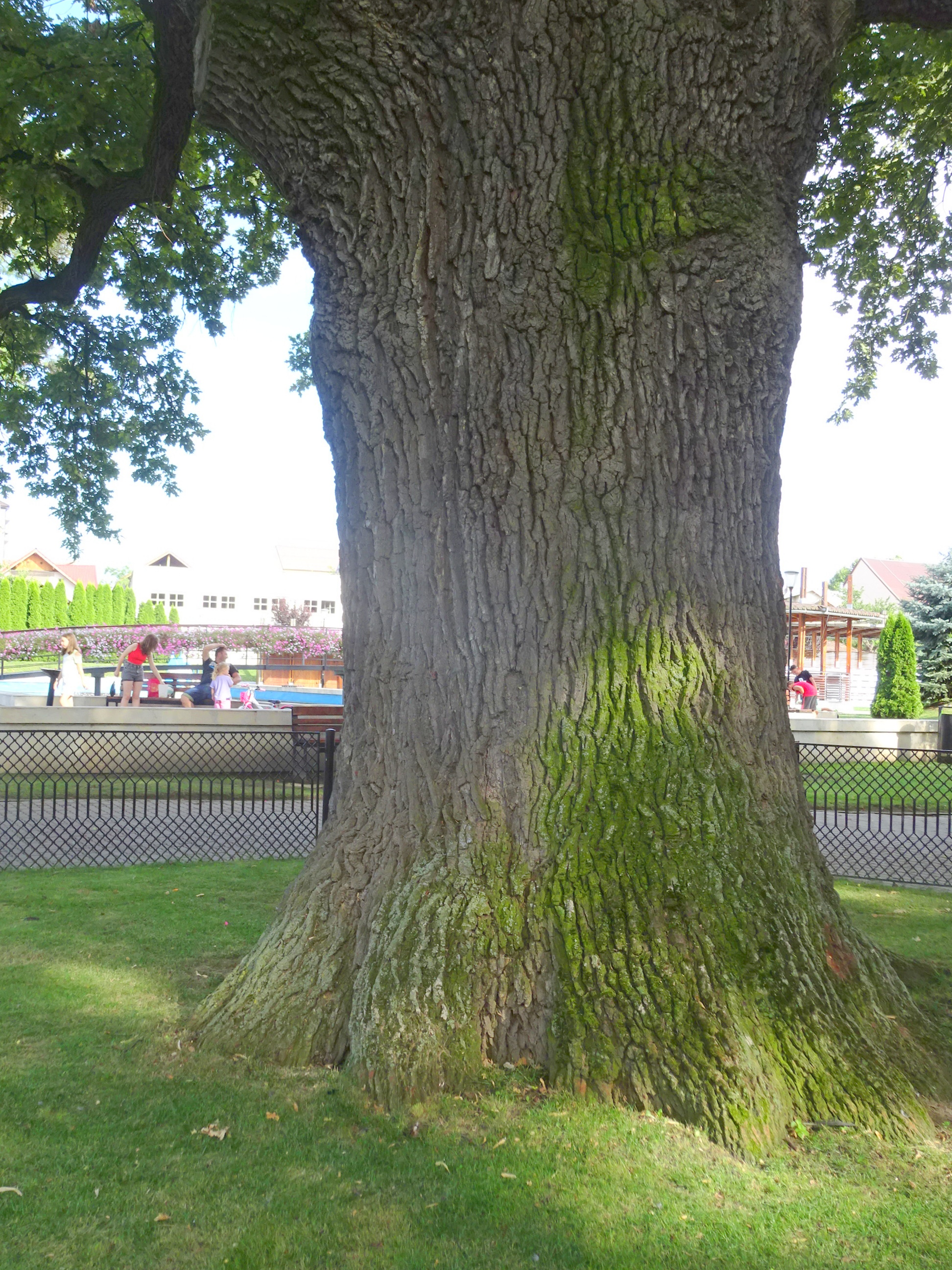
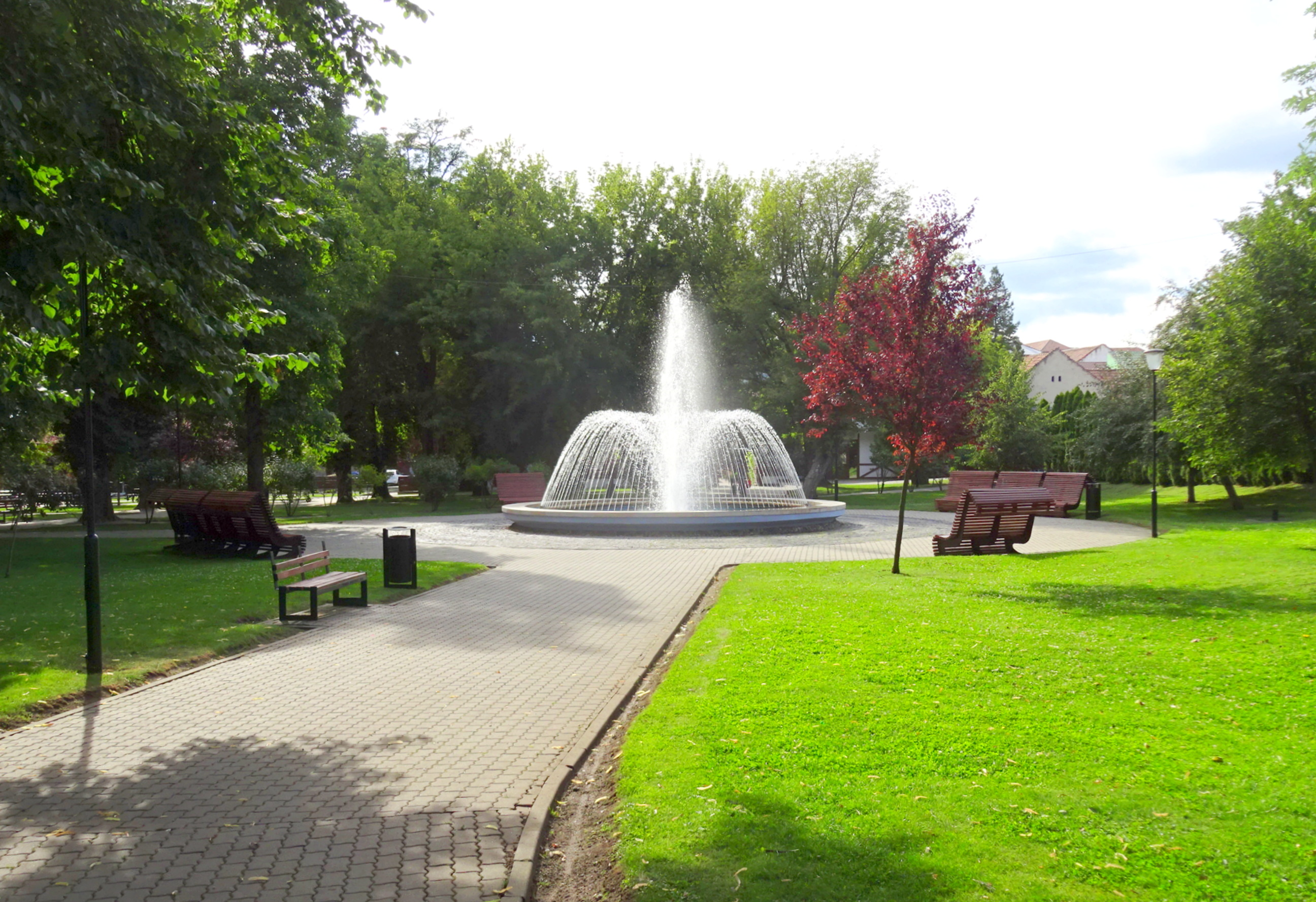

## Vezi și
- Blaj